# 18626 Michaelcarr
18626 Michaelcarr è un asteroide della fascia principale. Scoperto nel 1998, presenta un'orbita caratterizzata da un semiasse maggiore pari a 1,9129832 UA e da un'eccentricità di 0,0861293, inclinata di 19,84131° rispetto all'eclittica.